# Simon Church
Simon Richard Church (* 10. Dezember 1988 in Amersham, England) ist ein walisischer ehemaliger Fußballnationalspieler, der mit Unterbrechungen von 2009 bis 2018 für die walisische Nationalmannschaft spielte. Der 1,83 Meter große Angreifer spielte 2016 für den niederländischen Erstligisten Roda Kerkrade, danach folgten einige Einsätze bei englischen Drittligisten. Zuvor spielte er bei mehreren englischen Clubs vorwiegend in der zweiten, dritten und vierten englischen Liga.

## Sportlicher Werdegang
Der in Amersham, nordwestlich von London geborene Church wurde bei einem U-9-Turnier entdeckt, bei dem er für Chalfont Saints spielte und den Wycombe Wanderers im nahegelegenen High Wycombe empfohlen. Nach fünf Jahren wechselte er als 14-Jähriger für 32.000 £ zum etwas weiter westlich gelegenen FC Reading. Der Verein war 2006 in die Premier League aufstiegen, Church spielte aber zunächst noch für die Junioren und da er sich nicht gegen Dave Kitson, Kevin Doyle und Shane Long durchsetzen konnte, wurde er zur Saison 2007/2008 an den Drittligisten Crewe Alexandra in Nordengland ausgeliehen, der als Fünftletzter knapp dem Abstieg entging. Bevor die Saison 2008 endete, wurde er aber innerhalb der Liga an den südenglischen Verein Yeovil Town weiterverliehen und ab August 2008 an seinen Jugendverein Wycombe Wanderers, der in der Football League Two, der vierthöchsten englischen Liga spielte. Da er im vierten Spiel bereits nach 22 Minuten die Rote Karte erhielt, wurde er für drei Spiele gesperrt.
Zum Ende der Saison 2008/09 wurde er dann an den Ostlondoner Drittligisten Leyton Orient verliehen. Ab der Saison 2009/10 spielte er dann für Reading. Reading war 2008 wieder aus der Premier League abgestiegen und hatte in der Vorsaison als Vierter der Football League Championship 2008/09 zunächst den direkten Aufstieg verpasst und dann auch im Playoff-Halbfinale gegen den FC Burnley den Aufstieg nicht geschafft, in dem Church erstmals für Reading zum Einsatz kam. Der Aufstieg gelang dann auch in den nächsten beiden Spielzeiten nicht als Church dort spielte, der nach dem Weggang von Doyle und Kitson nun mehr Einsatzzeiten bekam. Zunächst hatten sie als Neunter nichts mit dem Aufstieg zu tun und dann scheiterten sie als Fünfter im Playoff-Aufstiegsfinale an Swansea City. 2011/12 gelang dann als Zweitligameister endlich der Wiederaufstieg, Church wurde aber zur Saison 2012/13 an Zweitligaaufsteiger Huddersfield Town verliehen, nachdem er in drei Spielzeiten 106 Zweitliga-Spiele für Reading bestritten und dabei 21 Tore erzielt hatte. 2013 wechselte er dann ablösefrei zum Zweitligisten Charlton Athletic, mit dem er 18. und 12. wurde. Danach wechselte er innerhalb der zweiten Liga ablösefrei zum Aufsteiger Milton Keynes Dons, der nach einer Saison aber wieder abstieg. Im Februar 2016 war er aber bereits zum FC Aberdeen verliehen worden und konnte in der schottischen ersten Liga erstmals Erstliga-Fußball spielen und sogar Vizemeister werden, woran er mit sechs Toren in 13 Spielen einen kleinen Anteil hatte. Als Vizemeister war Aberdeen zur Teilnahme an der 1. Qualifikationsrunde zur UEFA Europa League 2016/17 berechtigt. Zur Saison 2016/2017 wechselte er zum niederländischen Erstligisten Roda Kerkrade, wo er aber nur vier Einsätze hatte. Es folgten noch zwei Stationen bei englischen Drittligisten, bevor er im Mai 2018 mit 29 Jahren verletzungsbedingt sein Karriereende bekannt gab.

## Nationalmannschaft
Der in England geborene Spieler kann aufgrund seiner walisischen Großeltern für Wales spielen.
Church bestritt zwischen 2007 und 2008 acht Spiele für die walisischen U-21-Auswahl in der Qualifikation für die U-21-EM 2009. Dabei erzielte er in der Gruppenphase, die die Waliser als Sieger abschlossen vier Tore. Auch in den Playoffs gegen England gelangen ihm drei Tore. Allerdings reichte das nicht, da die Engländer in Wales mit 3:2 gewannen, so dass ihnen ein 2:2 im Heimspiel reichte.
Im März 2009 spielte er dann zweimal in der Qualifikation für die U-21-EM 2011.
Am 29. Mai 2009 spielte er mit 20 Jahren erstmals für die walisische Nationalmannschaft. Im Freundschaftsspiel gegen Estland wurde er in der 59. Minute für Sam Vokes eingewechselt und erhielt zwei Minuten später die Gelbe Karte. Im nächsten Spiel gegen Aserbaidschan in der Qualifikation für die WM 2010 stand er in der Startelf, wurde aber sieben Minuten vor Schluss ausgewechselt.
In den nächsten zwölf Spielen wechselten sich Aus- und Einwechslungen mit Bankdrücken und Spielen über 90 Minuten sowie Spielen für die U-21-Mannschaft ab. Selbst als er am 14. November mit seinem ersten Länderspieltor das 2:0 beim 3:0-Sieg gegen Schottland erzielt hatte, wurde er zur zweiten Halbzeit ausgewechselt, um ihn für das vier Tage später stattfindende EM-Qualifikationsspiel der U-21 zu schonen. Sein letztes Spiel für die U-21 war das letzte Spiel der Qualifikation gegen Italien. Die Waliser führten vor dem Spiel die Tabelle mit drei Punkten Vorsprung vor den Italienern an und hatten das Heimspiel gegen Italien mit 2:1 gewonnen. Durch eine 0:1-Niederlage in Italien waren sie dann punktgleich, die Italiener hatten zwar die schlechtere Tordifferenz, aber den direkten Vergleich aufgrund der Auswärtstorregel gewonnen. Wales schied daher aus. Italien scheiterte dann aber in den Playoffs an Belarus.
Nach seinem zwölften A-Länderspiel im Februar 2011 musste er acht Monate auf seine nächsten Spiele warten. Danach bestritt er von den nächsten 13 Spielen nur eins über 90 Minuten, wurde aber achtmal ein- und einmal ausgewechselt. Nach einer fast siebenmonatigen Pause erzielte er dann am 11. Oktober 2013 in der Qualifikation für die WM 2014 gegen Mazedonien den 1:0-Siegtreffer, wurde aber in der Nachspielzeit aus taktischen Gründen ausgewechselt. In den nächsten 17 Spielen wurde er siebenmal aus- und fünfmal eingewechselt, spielte aber nie über 90 Minuten. Dabei erzielte er im vorletzten Spiel am 24. März 2016 gegen Nordirland 13 Minuten nach seiner Einwechslung in der 89. Minute per Elfmeter den 1:1-Ausgleich. In der von den Walisern erstmals erfolgreich bestrittenen Qualifikation für die EM 2016 war er in sieben von zehn Spielen eingesetzt worden. 
Am 9. Mai 2016 wurde er in den vorläufigen Kader für die EM 2016 berufen, mit dem am 23. Mai ein Trainingslager in Portugal begann. Er wurde dann auch als Ersatzstürmer für den endgültigen Kader berücksichtigt. Seinen ersten Einsatz bekam er, als er in der bereits mit 3:0 vorentschiedenen dritten Partie gegen Russland für Gareth Bale eingewechselt wurde. Danach blieb er auf der Bank. Erst im Halbfinale, als Portugal durch einen Doppelschlag mit 2:0 in Führung gegangen war, kam er für die letzte halbe Stunde noch einmal ins Spiel, konnte aber nicht mehr zu einer Spielstandänderung beitragen und das Team schied aus.
Für die nach der EM begonnene Qualifikation zur Fußball-Weltmeisterschaft 2018 wurde er für das erste Spiel nominiert, aber nicht eingesetzt. Weitere Nominierungen blieben aus.

## Erfolge
- Zweitligameister 2011/12 (mit Reading)